# (100647) 1997 WS2
(100647) 1997 WS2 es un asteroide perteneciente al cinturón de asteroides descubierto el 23 de noviembre de 1997 por Takao Kobayashi desde el Observatorio de Ōizumi, Ōizumi, Japón.

## Designación y nombre
Designado provisionalmente como 1997 WS2.

## Características orbitales
1997 WS2 está situado a una distancia media del Sol de 2,207 ua, pudiendo alejarse hasta 2,577 ua y acercarse hasta 1,837 ua. Su excentricidad es 0,167 y la inclinación orbital 2,874 grados. Emplea 1197,64 días en completar una órbita alrededor del Sol.

## Características físicas
La magnitud absoluta de 1997 WS2 es 16,5. 